# De måske egnede
De måske egnede er en roman af Peter Høeg. Den er skrevet i 1993. Bogen handler om de tre børn, Peter, Katarina og August, der er blevet anbragt på Biehls Privateskole i København, i midten af 1970'erne. Børnene finder hurtigt ud af at de er med i et eksperiment igangsat af privatskolen. Eksperimentet går ud på at redde fortabte børn og få dem op i "lyset", så de kan blive til pæne borgere. Børnene vælger at gøre oprør imod eksperimentet.
Bogen er samtidig en bog med selvbiografiske træk, som skildrer Peter Høegs egen skolegang på den tid, hvor han selv gik på en københavnsk privatskole. 